# Корочанские сады

Герб Корочи 1780 года

Корочанские сады — фруктовые сады в окрестностях Корочи, ныне Белгородской области, издавна разводимые здесь в больших количествах и известные вкусными яблоками, что подтверждается дипломами, медалями и призами на различных выставках. В 1786 году в городе и округе значилось 98 садов. В конце XIX века площадь садов в Корочанском уезде составляла 74 десятин, с 22265 деревьями, из которых 7500 яблонь. Корочанский, наряду с Фатежским уездом Курской губернии славились садами и считались центрами русского садоводства.

## История

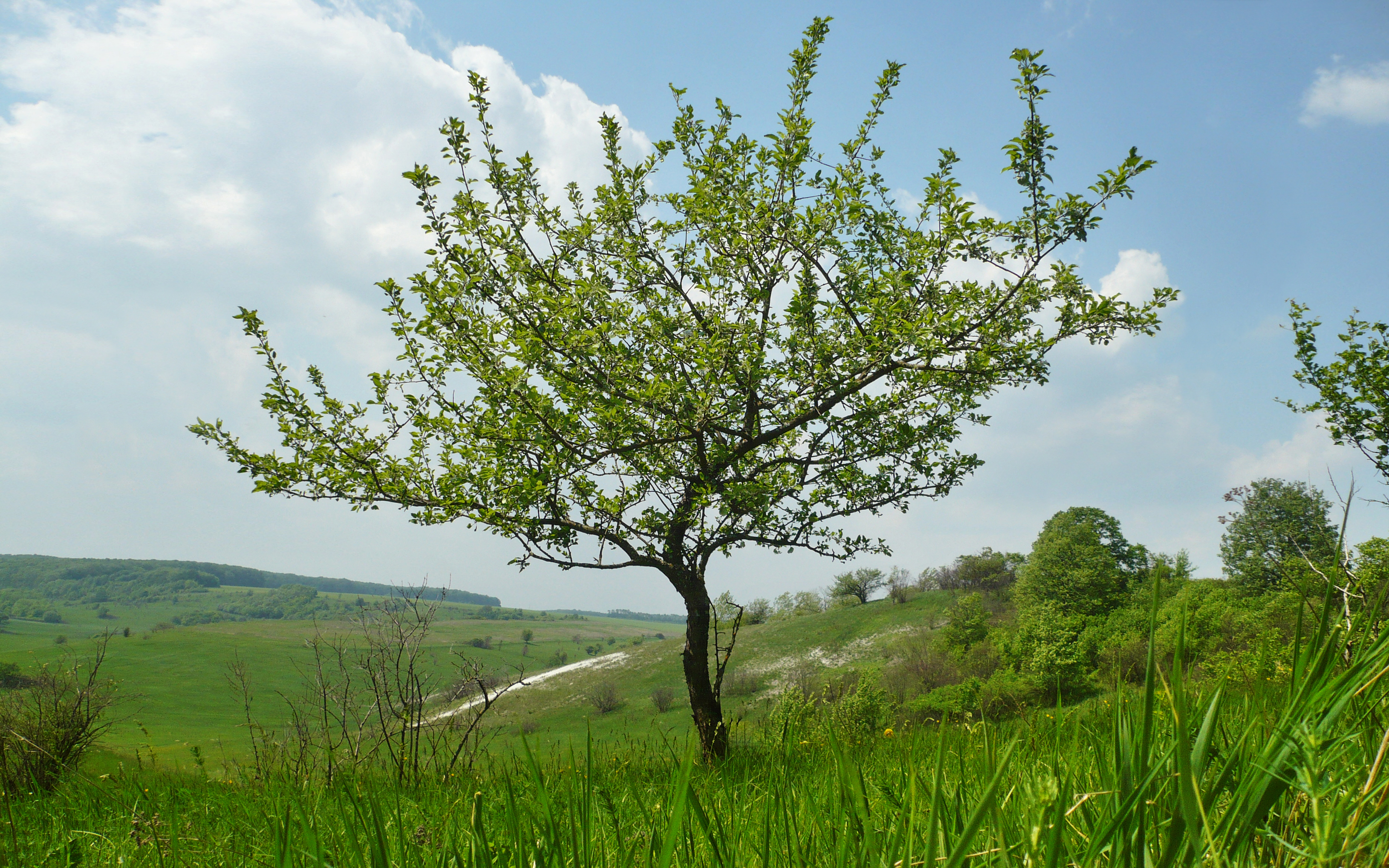
Дикая яблоня на территории бывшего Корочанского уезда

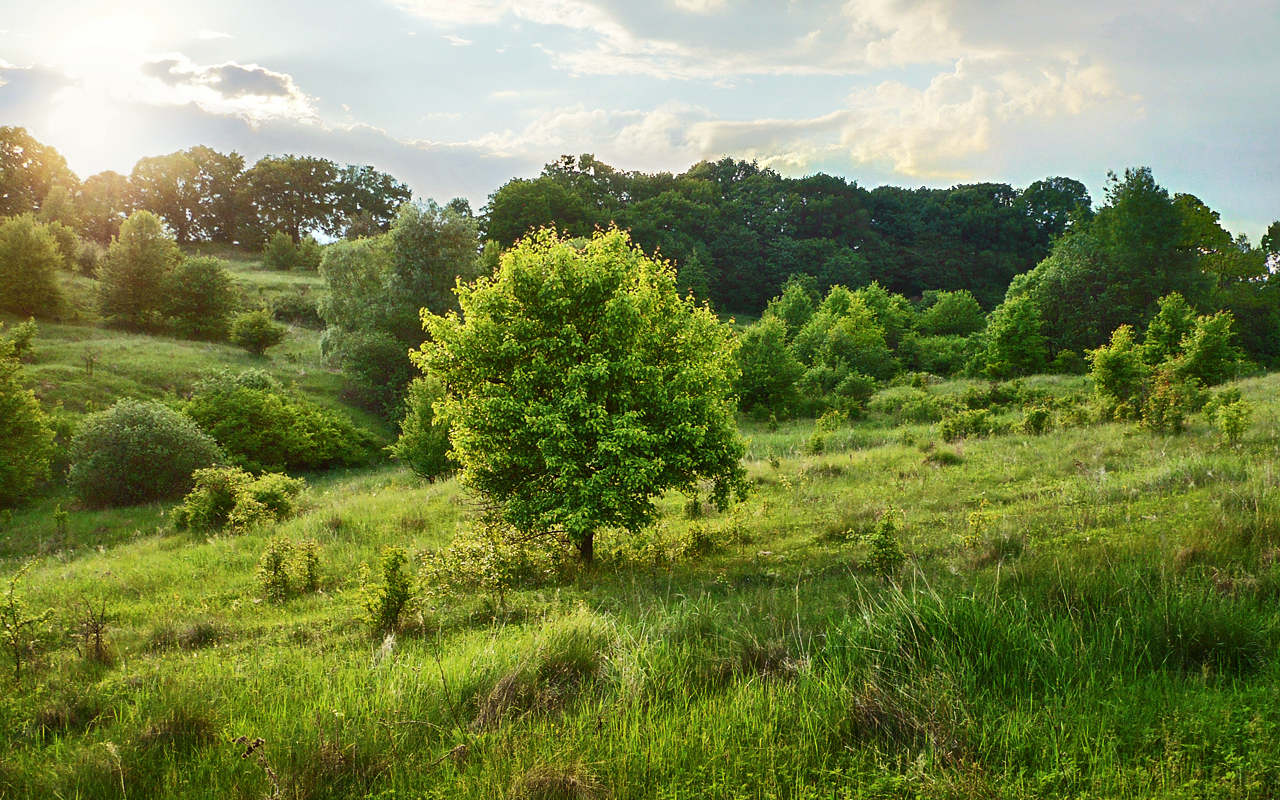
Роща из диких груш на территории бывшего Корочанского уезда

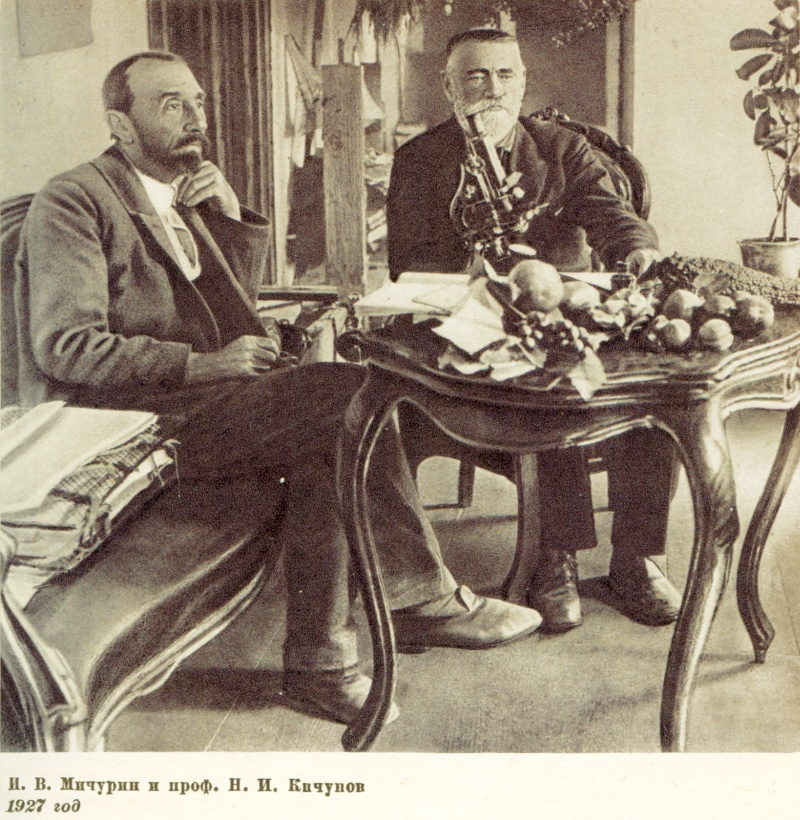
И. В. Мичурин и проф. Н. И. Кичунов, 1927 год

По одной из версий, в первой половине XVII века большая часть Корочанского уезда состояла из зарослей диких яблонь и груш. Некоторые из первых переселенцев были знакомые с садоводством. Путём постепенной прививки культурных сортов в корень дичек они превратили прилегающие леса в благородные сады. В «Кратком очерке современного положения плодоводства в Курской губернии» (Курск, 1913, с.12) опубликована фотография 200-летнего дерева Антоновки, стоящего у проезжей дороги в слободе Бехтеевка. Там же содержатся сведения и о других 250—300-летних садах, сохранивших следы перепрививок.
Корочанские яблоки, груши, чернослив были известны далеко за пределами Корочанского уезда — их поставляли в Москву и многие города России. Ещё в 1779 году, когда Короча стала уездным городом Курского наместничества, для города был разработан герб с изображением больших яблок в серебряном поле «для того, что сей город оными производит знатный торг». Согласно местному преданию, Иван Владимирович Мичурин, посетив Корочу в 1888 году, увидел в округе изобилие садов и назвал её «вторым Крымом».
В 1892 году в уездный город Корочу прибыл учёный-садовод Николай Иванович Кичунов, до этого редактировавший петербургские садоводческие журналы. Проведя исследование состояния садоводства в Корочанском уезде, учёный отметил, что площадь корочанских садов почти равна садам трёх уездов Крыма. В этом же году по инициативе Н. И. Кичунова были проведены курсы садоводства и огородничества для народных учителей и съезд садоводов и плодоторговцев.
Исследуя причин широкого развития плодоводства в уезде, Н. И. Кичунов пришёл к выводу, что они — в обилии диких яблонь и груш в этой местности. Дички не вырубали, а перепрививали. Так возникли многие крестьянские сады. Много их, называемых левадами, держали крестьяне, в чьих садах встречалось много вековых яблонь. Из сортов тогда выращивали Антоновку, Харьковскую и Крымскую Зеленку, Золотой Ранет, Баравинку, Белый Налив.
Развитию садоводства способствовали специализированные садоводческие хозяйства (М. А. Перроте с практической школой садовых рабочих), земская сельскохозяйственная школа, деятельность садоводов-естествоиспытателей А. С. Балабанова и Н. И. Кичунова.
Созданные по инициативе Н. И. Кичунова садоводческие курсы стали довольно известны. В 1896 году сюда исключительно из-за этих учреждений приехал министр земледелия России А. С. Ермолов. Он остался настолько доволен деятельностью Кичунова, что на обеде, данном в Короче земскими деятелями в честь министра, произнёс речь и поднял бокал за здоровье Николая Ивановича, что по тем временам было довольно высокой оценкой заслуг.
В мае 1896 года Н. И. Кичуновым по поручению земства при субсидии от министерства Земледелия и государственных имуществ при Корочанском земском питомнике была открыта первая в Курской губернии 3-х летняя школа садовых рабочих. Позже школа была преобразована в школу садоводства, огородничества и плодоводства, заведующими которой были К. П. Петерсон, С. А. Воронов, Ф. Р. Ферхмин, М. Н. Лукьянчиков. В 1929 году на базе этой школы был создан Корочанский сельскохозяйственный техникум.
Неоднократно плоды из Корочи отмечались медалями и призами на различных выставках. На приходившей в Петербурге в 1897 году ярмарке корочанские яблоки были удостоены диплома 1-й степени. В Короче был заложен первый в России питомник со специальной культурой дичков и подвоев и впоследствии Н. И. Кичунов выпустил книгу о своём опыте работы в питомнике.
Наибольшую известность получили специализированные садоводческие и питомнические хозяйства И. Н. Гангардта и его наследника М. А. Перотте, семейств Алфёровых, Мюльгаупт и М. С. Балабанова. Впервые в истории России в 1903 году корочанские садоводы составили «Атлас плодов» из 109 лучших, наиболее распространённых сортов яблок, груш и косточковых. Во время первой Мировой войны Корочанская земская управа обеспечивала поставку сушёных фруктов для армии.
В 1903 году в Короче проходил съезд садовладельцев и фруктоторговцев. В нём приняли участие садовладельцы из Корочанского и соседних уездов, а также московские фруктоторговцы. Министерством земледелия был командирован Н. И. Кичунов. Цель этого съезда заключалась, прежде всего, в оказании помощи местным садовладельцам в выгодной реализации своей продукции.
В 1910 году корочанские садовладельцы добились большого успеха на первой Курской губернской выставке садоводства, плодоводства и огородничества. В отделе «Питомники плодовых деревьев и кустарников» Корочанский земский питомник получил большую золотую медаль за «выдающуюся по культуре коллекцию саженцев плодовых деревьев в сортах, заслуживающих широкого распространения в губернии». В отделе «Свежие, оранжерейные и дикорастущие плоды» Корочанское уездное земство получило большую золотую медаль за коллекцию плодов из крестьянских садов Корочанского уезда. В отделе «Изделия из плодов» Ф. Р. Ферхмин за сушёные плоды и Е. А. Мюльгаупт за прекрасно приготовленные ягодные вина (красно-смородинное, крыжовниковое, вишнёвое, яблочное белое), а также мармелад и пастилу получили большую и малую золотые медали.

## Современность
После Перестройки в 2000-х годах начали возрождаться коммерческие сады и питомники в Корочанском районе. Яблочные сады ЗАО «Корочанский плодопитомник» под руководством Городова Виктора Ивановича, а также ООО «Корочанские сады» входящее в структуру предприятия, в 2012 году вошли в десятку лучших хозяйств России по садоводству и в пятёрку лучших — по питомниководству. Общая площадь плодовых насаждений 744 гектара. Питомник предприятия, общей площадью 100 га, является крупнейшим в Центральном федеральном округе. Под маркой Корочанских садов работает консервный завод, выпускающий консервную продукцию из собственного натурального сырья: икру кабачковую, повидло яблочное, сок яблочный прямого отжима, томатные соусы.